# التيار الإصلاحي
التيار الإصلاحي يشار به إلى توجه سياسي أو اجتماعي أو ديني ضمن اتجاه عام معين من أي من السابقة الذكر، يدعوا الأفراد الذين في هذا التيار إلى تغييرات يعتبرونها غير انقلابية وليست جذرية بحيث تصلح أمور يعتبرونها خاطئة ضمن النوجه السائد أو السابق.

## مقالات متعلقة
1. التيار الإصلاحي في السعودية
2. يهودية إصلاحية
3. الإصلاح البروتستانتي
4. فلسفة إصلاحية